# Bacao Rhythm & Steel Band

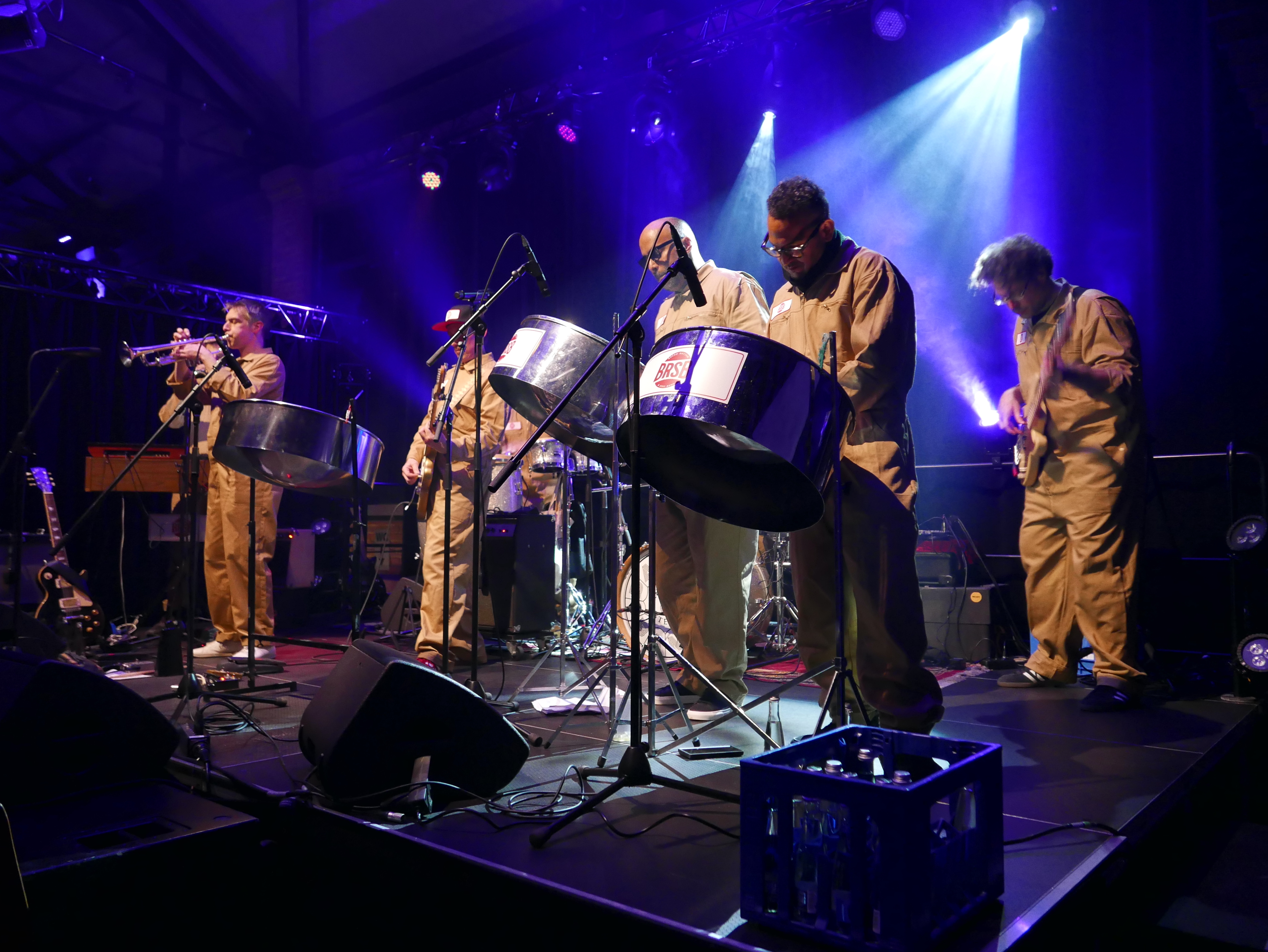
Bacao Rhythm & Steel Band in Offenburg, Reithalle im Kulturforum, 2025

Bacao Rhythm & Steel Band ist ein deutsches Funkmusikensemble aus Hamburg, das von Mitgliedern der Mighty Mocambos gegründet wurde.

## Bandgeschichte
Bandleader Björn Wagner lebte eine Zeit lang in Trinidad und Tobago, wo er Steeldrums erlernte und sich eine maßanfertigen ließ. Die Gruppe veröffentlichte 2007 ihre erste 7″-Single, bestehend aus zwei Coverversionen von Songs von The Meters. Kurz darauf folgte eine weitere 7″-Single, ein Cover des 50-Cent-Hits P.I.M.P. Mitte der 2010er Jahre wurden mehrere weitere 7″-Platten veröffentlicht. Einige dieser Singles wurden auf dem ersten Album der Gruppe, 55, gesammelt, das 2016 vom Brooklyner Label Big Crown veröffentlicht wurde. Das Album enthielt mehrere neue Originale sowie das Cover von P.I.M.P. und Cover von John Holts Police in Helicopter, Dennis Coffeys Scorpio, Faith Evans’ Love Like This und Cat Stevens’ Was Dog a Doughnut.
Auf das Debütalbum folgten die Alben The Serpent’s Mouth (2018), Expansions (2021) und BRSB (2024), die alle bei Big Crown erschienen und neben Eigenkompositionen auch Coverversionen von so unterschiedlichen Songs wie Crockett’s Theme von Jan Hammer, Xxplosive und Nuthin’ but a ‘G’ Thang von Dr. Dre, Space von Galt MacDermot, Les Fleurs von Minnie Riperton oder dem Stranger Things Theme enthalten.
Bacao setzt häufig eine Bläsersektion ein, um die Steelpans zu unterstützen oder ihnen etwas entgegenzusetzen. Die Gruppe begann 2023, ihre Musik auf die Bühne zu bringen, wo sie ihre ersten Headliner-Konzerte in Deutschland, Schweden, der Schweiz und im Londoner „Jazz Cafe“ spielte.

## Diskografie

### Alben
- 55 (Big Crown, 2016)
- The Serpent’s Mouth (Big Crown, 2018)
- Expansions (Big Crown, 2021)
- BSRB (Big Crown, 2024)

### Singles
- Look-Ka-Py-Py / Ease Back (Mocambo, 2007)
- PIMP (Mocambo, 2008)
- Bacao Suave (Plane Jane, 2014)
- Jungle Fever (Plane Jane, 2015)
- Love Like This (Big Crown, 2016)
- Scorpio / 8th Wonder (Big Crown, 2016)

## In der Populärkultur und den Medien
- Die Single PIMP wurde als Handlungselement im oscargekrönten Film Anatomie eines Falls aus dem Jahre 2023 verwendet.[1]
- Die Single Laventille Road March wurde in der fünften Episode der fünften Staffel („Namaste“) des amerikanischen Krimidramas Better Call Saul verwendet.[1][2]